# Taptogatan

Taptogatan är en gata på Östermalm i Stockholms innerstad, med sträckning från Gyllenstiernsgatan till Oxenstiernsgatan. Gatan fick sitt namn 1952 – där så många tapton blåsts genom åren.